# Infecció del tracte respiratori inferior
Una infecció del tracte respiratori inferior o infecció de les vies respiratòries inferiors és una infecció del tracte respiratori inferior, això vol poder referir-se a una infecció de la tràquea (traqueïtis), dels bronquis (bronquitis aguda), dels pulmons (pneumònia, i que pot complicar-se amb un abscés pulmonar). Els símptomes inclouen sensació de falta d'aire, debilitat, febre, tos i fatiga. Una radiografia de tòrax rutinària no sempre és necessària per a les persones que presenten símptomes d'una infecció del tracte respiratori inferior.
La grip afecta tant el tracte respiratori superior com l'inferior.
Els antibiòtics són el tractament de primera línia per a la pneumònia; tanmateix, no són ni efectius ni indicats per a infeccions parasitàries o víriques. La bronquitis aguda normalment es resol per si sola amb el temps.
El 2015 hi va haver uns 291 milions de casos. Això va ocasiona 2,74 milions de morts, xifra per sota dels 3,4 milions de morts el 1990. Que representa el 4,8% de totes les morts el 2013.